# Haus Grünewald

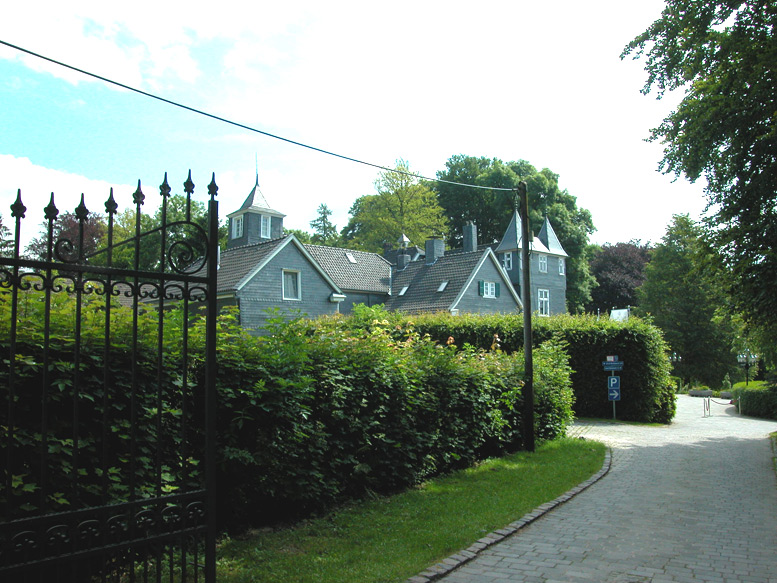
Haus Grünewald

Haus Grünewald ist eine Villa mit englischem Landschaftsgarten in Solingen-Gräfrath und ist als Baudenkmal geschützt. Wegen des repräsentativen Aussehens wird das Anwesen umgangssprachlich auch Schloss Grünewald genannt.
Das Anwesen geht auf eine mittelalterliche Hofstelle zurück. Der heutige Bau wurde zwischen 1817 und 1824 errichtet, die Verschieferung der Fassade stammt aus der zweiten Hälfte des 19. Jahrhunderts. Von 1843 bis 1861 gehörte das Anwesen dem Augenarzt Friedrich Hermann de Leuw. 1847 nannte dessen vierter Sohn Constantin es als seine Wohnadresse. Unter seinem ersten Sohn, dem Landschaftsmaler Friedrich August de Leuw, erfuhr es bis 1866 einen Um- und Ausbau. Der Düsseldorfer Zweig der Unternehmerfamilie Piedbœuf erwarb durch Jean Louis Piedbœuf, der hier 1891 auch starb, im Jahr 1880 das Anwesen, das bis 1997 im Familienbesitz blieb und als Treffpunkt für die weit verzweigte Familie diente.